# Cercle de Goundam
Le cercle de Goundam est une collectivité territoriale  malienne dans la Région de Tombouctou. Elle se située à proximité frontière mauritanienne.
Sa population, d'environ 150 000 habitants, se compose de nomades touaregs et maures, d'agriculteurs Songhay, et de pêcheurs Bozo.

## Histoire
Au cours de l'Empire Songhay, Goundam est une région prospère.
Elle tombe sous invasion marocaine en 1591.
Elle est ensuite occupée par les Peuls et les Touareg.
De nombreux réfugiés de la sécheresse se sont installés comme agriculteurs le long des rives du lac Faguibine au nord de la région.
Au moins depuis 2012, la région est directement concernée par la Guerre du Mali.

## Communes
- Abarmalane
- Alzounoub
- Bintagoungou
- Douékiré
- Doukouria
- Essakane
- Gargando
- Goundam
- Issabéry
- Kaneye
- M'Bouna
- Raz-El-Ma
- Télé
- Tilemsi
- Tin Aicha
- Tonka